# Màrtirs de Natal
Els Màrtirs de Natal són un grup de trenta persones catòliques, dos d'ells sacerdots, assassinats al nord del Brasil en matances dirigides per un gran grup de calvinistes holandesos.
Un dels sacerdot era missioner jesuïta brasiler i l'altre era evangelitzador. Els altres eren catòlics laics, la majoria persones anònimes, entre els que hi havia alguns nens. Els 30 individus van ser beatificats a la plaça de Sant Pere del Vaticà 5 de març del 2000. El Papa Francesc va signar un decret el 23 de març de 2017 que aprovava la seva canonització mentre renunciava al miracle requerit per a la santedat. Els membres del grup van ser reconeguts sants el 15 d'octubre de 2017.

## Biografies

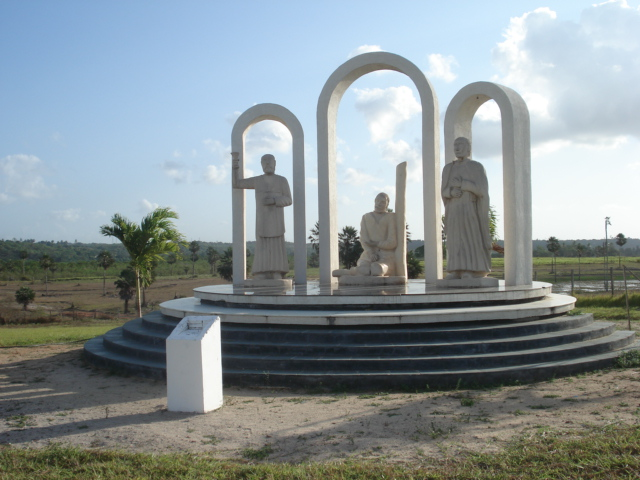
Monument dedicat als màrtirs.

### Context
La regió de Natal es va colonitzar després de l'arribada dels catòlics portuguesos però els calvinistes holandesos aviat van prendre el relleu i van difondre un sentiment anticatòlic per la regió, tot convertint la persecució de tots els catòlics que quedaven en un objectiu. Tot i l'aire de persecució, alguns sacerdots es van traslladar a la zona per mantenir la fe de la gent.

### André de Soveral
André de Soveral va néixer al Brasil el 1572. Fou membre professat de la Companyia de Jesús, havent ingressat als jesuïtes el 1593 i realitzà el seu període de noviciat a Bahia. Va estudiar llatí a més de la llengua materna i estudis teològics abans de ser enviat al col·legi d'Olinda. La seva primera experiència a les missions va ser a Rio Grande do Norte el 1606 entre els nadius, per a classes de catecisme. El 1614 era rector de Cunhaú.
El diumenge 16 de juliol de 1645 hi havia 69 persones reunides a la capella de la Mare de Déu de les Espelmes per a una missa presidida per Soveral. Va ser just abans del ritu eucarístic que els soldats holandesos van atacar la capella i van assassinar Soveral el company Domingos Carvalho juntament amb altres.

### Matança d'octubre
El 3 d'octubre de 1645, 200 indígenes armats amb els seus aliats holandesos van atacar i matar a 30 individus, inclosos nens i un sacerdot. El líder d'aquest grup era el radical calvinista Antonio Paraopaba. Mateus Moreira, víctima de l'atac, va cridar en morir: “Lloat sigui el Santíssim Sagrament”.

## Llista

### 2 assassinats el 16 de juliol de 1645
- André de Soveral (n. 1572), sacerdot jesuïta[5]
- Domingos Carvalho - laic

### 28 assassinats el 3 d'octubre de 1645
- Ambrósio Francisco Ferro, sacerdot
- Antônio Vilela, laic casat
- Una filla de Vilela, jove laica
- José do Porto, laic
- Francisco de Bastos, laic
- Diogo Pereira, laic
- João Lostau Navarro, laic
- Antônio Vilela Cid, laic
- Estêvão Machado de Miranda, laic casat
- Una filla de Miranda, jove laica
- Una filla de Miranda, jove laica
- Vicente de Souza Pereira, laic
- Francisco Mendes Pereira, laic
- João da Silveira, laic
- Simão Correia, laic
- Antônio Baracho, laic
- Mateus Moreira, laic
- João Martins, laic
- 7 companys laics de Martins
- Manuel Rodrigues de Moura, laic casat
- L'esposa de Moura, casada laica
- Una filla de Francisco Dias, laica

## Canonització
El procés de beatificació es va obrir a Natal el 6 de juny de 1989 després que la Congregació per a les Causes dels Sants emetés el nihil obstat i els proclamés Servents de Déu. El procés diocesà es va estendre des del 1989 fins al 1994 i posteriorment el Vaticà el va validar el 25 de novembre de 1994 abans de rebre el Positio el 1998. Els teòlegs van aprovar la causa el 23 de juny de 1998, i el Vaticà el 10 de novembre de 1998. Joan Pau II va confirmar que el grup va ser assassinat "in odium fidei" (per odi a la fe) i va aprovar així les seves beatificacions que es van celebrar a la plaça de Sant Pere el 5 de març del 2000.
El Papa Francesc havia expressat en el passat la seva proximitat a aquesta causa en particular i la seva voluntat de canonitzar-los com a sants. La Congregació per les Causes dels Sants es va reunir el 14 de març de 2017 per discutir l'omissió del miracle necessari per a la canonització i va expressar la seva aprovació. El papa va aprovar la canonització el 23 de març de 2017 en un decret oficial. El grup va ser canonitzat a la plaça de Sant Pere el 15 d'octubre de 2017. El postulador d'aquesta causa en el moment de la canonització era fra Giovangiuseppe Califano.